# Жалтырь (озеро, Аккайынский район)
Жалтырь (каз. Жалтыр) — озеро в Аккайынском районе Северо-Казахстанской области Казахстана. Находится в 7 км к северо-западу от села Полтавка.
По данным топографической съёмки 1940-х годов, площадь поверхности озера составляет 1,56 км². Наибольшая длина озера — 1,5 км, наибольшая ширина — 1,3 км. Длина береговой линии составляет 4,8 км, развитие береговой линии — 1,08. Озеро расположено на высоте 128 м над уровнем моря.